# 아나톨리 코르누코프
아나톨리 미하일로비치 코르누코프(러시아어: Анатолий Михайлович Корнуков, 1942년 1월 10일~2014년 7월 1일)는 러시아 공군의 장군이었고 소련 방공군의 전 전투기 조종사로 1998년부터 2002년까지 러시아 공군의 총사령관으로 근무했으며 대한항공 007편을 격추하도록 명령하여 탑승객 269명을 살해한 장본인이다.

## 어린 시절
코르누코프는 1942년 우크라이나 소비에트 사회주의 공화국의 카디이우카에서 태어났다. 그의 아버지는 제2차 세계 대전에 참전했던 도네츠크 출신의 광부였다.

## 군사 경력
그는 1959년에 소련군에 입대했고, 초기 조종사 훈련을 위해 크레멘추크 군사 항공 학교에 공부하기 위해 보냈다. 그러나 1960년에 해체되었고, 코르누코프를 포함한 생도들 중 일부는 1964년에 우등으로 졸업한 레닌 콤소몰의 이름을 딴 체르니고프 군사 항공 조종사 학교로 편입되었다. 대학을 졸업한 후, 그는 소련 방공군의 제54 근위대 케르치 레드 배너 전투기 항공 연대에 배치되어 조종사와 전투기 편대의 부사령관으로 근무했다.
1970년, 그는 소련 극동 지역의 제47전투항공연대로 정치 업무를 위한 항공대대 부사령관으로 전근되었다. 1971년부터 그는 전투기 항공대대를 지휘했다. 1972년, 그는 부사령관으로 임명되었고 1974년부터 1976년까지 사할린섬에서 제777전투항공연대의 사령관으로 근무했다. 소련 방공군에서 복무하는 동안, 코르누코프는 정찰, 항공 표적 요격, 소련 영공 침범 예방 및 진압 등 150개 이상의 임무를 수행했다.

### 대한항공 007편 격추 사건
1983년 9월 1일, 알래스카주 앵커리지에 기착한 대한항공 007편은 승객 246명과 승무원 23명을 태운 보잉 747-230B가 미국 뉴욕에서 대한민국 서울로 가던 중 방향을 틀어 먼저 캄차카반도 상공으로 소련 영공에 진입했다.
코르누코프는 돌린스크소콜 공군 기지의 사령관으로 근무하고 있었고, 극동 군사 지구 방공군의 사령관 발레리 카멘스키 장군의 부하였다. 코르누코프는 캄차칸 영공을 빠져나와 오호츠크 공해상에 있을 때, 카멘스키로부터 여객기를 격추하라는 명령을 받았다.
이 항공기는 조종사 게나디 오시포비치 소령에 의해 비행된 수호이 Su-15 요격기에 의해 격추되었다. 이 대한항공 여객기는 결국 동해의 사할린섬 서쪽 모네론섬 근처 바다에 추락했다. 탑승한 269명의 승객과 승무원 모두가 목숨을 잃었다.
1976년, 그의 휘하에 있던 조종사 빅토르 벨렌코가 당시 가장 진보된 소련 전투기였던 MiG-25와 함께 일본으로 망명했을 때에도 그 자리를 지켰던 코르누코프는 KAL 007 사건에서 살아남아, 결국 그의 복무 분야에서 최고위직에 올랐다. 코르누코프는 KAL 007 격추 사건으로 수상도, 처벌도 받지 않았다.

## 말년
코르누코프는 공군에서 은퇴한 후 대공 미사일 시스템 및 기타 방공 시스템 개발을 담당하는 알마즈 과학 및 생산 군사 기술 정책 협회의 부총국장으로 근무했으며 러시아 연방의 군수 산업 단지의 수석 기업이다.
그는 2014년 7월 1일 72세의 나이로 사망했다.

## 같이 보기
- 대한항공 007편 격추 사건